# Karl Christian Koch
Karl Christian Koch (ur. 3 kwietnia 1952 w Kværs) – duński pływak, olimpijczyk z Monachium.
Na Letnich Igrzyskach Olimpijskich 1972 wystartował na 100 i 200 metrów stylem klasycznym. Dwukrotnie jednak odpadał w eliminacjach.